# 18 de Göttingen
Les Göttinger Achtzehn (18 de Göttingen) étaient un groupe de dix-huit chercheurs nucléaires de premier rang de ce qui était alors la toute jeune République fédérale d'Allemagne qui écrivit le manifeste (Göttinger Manifest, Göttinger Erklärung) le 27 avril 1957, s'opposant à la décision du chancelier Konrad Adenauer et du ministre fédéral de la Défense Franz-Josef Strauß d'équiper l'armée ouest-allemande — la Bundeswehr — d'armes nucléaires tactiques.
Les dix-huit scientifiques atomistes étaient : Fritz Bopp, Max Born, Rudolf Fleischmann, Walther Gerlach, Otto Hahn, Otto Haxel, Werner Heisenberg, Hans Kopfermann, Max von Laue, Heinz Maier-Leibnitz, Josef Mattauch, Friedrich Adolf Paneth, Wolfgang Paul, Wolfgang Riezler, Fritz Strassmann, Wilhelm Walcher, Carl Friedrich von Weizsäcker et Karl Wirtz.
Ces dix-huit personnes étaient des chercheurs de premier ordre et des membres d'institutions publiques de recherche sur l'énergie et la technologie nucléaire en Allemagne de l'Ouest à cette époque.

## Origine du texte
- (en) Cet article est partiellement ou en totalité issu de l’article de Wikipédia en anglais intitulé « Göttinger 18 » (voir la liste des auteurs).